# Hilda Clayton
Hilda I. Ortiz Clayton (Georgia, Estados Unidos; 21 de mayo de 1991 – 2 de julio de 2013) fue una fotógrafa de guerra del Ejército de los Estados Unidos que murió en 2013 cuando un mortero explotó durante un ejercicio de entrenamiento en Afganistán. Ortiz Clayton logró fotografiar la explosión que la mató a ella y a cuatro soldados afganos. Fue la primera especialista en documentación y producción de guerra que murió en Afganistán.

## Biografía
Ortiz Clayton, hija de Ellis Ortiz y Evelyn Suárez, nació el 21 de mayo de 1991 en Augusta, Georgia. Se graduó en 2009 de Westside High School en Augusta. Ortiz Clayton, quien era de ascendencia puertorriqueña, estaba casada con el especialista Chase E. Clayton, miembro de la 3.º Infantería en Fort Stewart, Georgia.

## Servicio militar

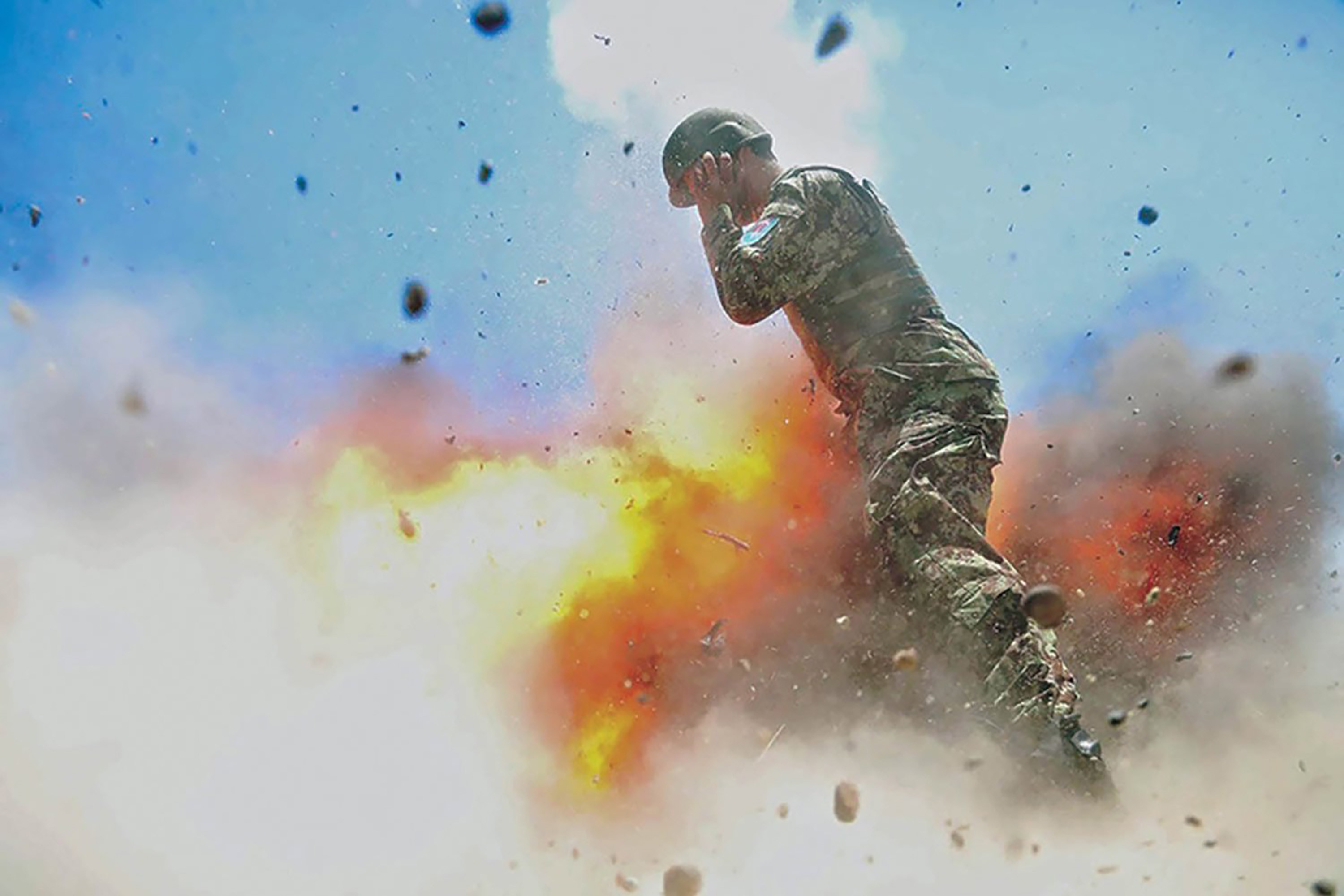
Foto de Ortiz Clayton al explotar el mortero, según varias fuentes.

El 2 de julio de 2013, Ortiz Clayton, que entonces era una especialista en información visual de la 55.º Signal Company (Combat Camera), se encontraba tomando fotos del entrenamiento de los soldados del Ejército Nacional Afgano en Jalalabad, provincia de Nangarjar, Afganistán. Ella estaba fotografiando el disparo en vivo de un mortero, pero el proyectil del mortero explotó dentro del tubo de lanzamiento. Ortiz Clayton y un soldado afgano tomaron fotografías casi al mismo tiempo.
Varias fuentes disputan sobre quién tomó cada una de las fotos. Stars and Stripes, Military Review, CBS News y Fox News atribuyen la foto de la izquierda a Ortiz Clayton. Army Times atribuye otra imagen a Ortiz Clayton.
La fotografía de Ortiz Clayton se hizo pública en la revista Military Review del Ejército de Estados Unidos en mayo de 2017 con el permiso de su familia y recibió una amplia atención de la prensa, entre otros, The New York Times, la revista Time y la BBC.

## Entierro y honores
El funeral de Ortiz Clayton se llevó a cabo en la funeraria Poteet. Fue enterrada en la sección Veterans Plot del cementerio Hillcrest Memorial Park en Augusta, Georgia.
La 55.° Signal Company nombró su premio competitivo anual por el trabajo de cámara de guerra "Concurso Mejor Cámara de Combate (COMCAM) Especialista Hilda I. Clayton" en su honor.
Ortiz Clayton fue honrada en 2017 en la edición de mayo-junio de la revista Military Review del Ejército de los EE. UU. como parte de un artículo sobre la igualdad de género en el Ejército.
El 13 de diciembre de 2017, fue incluida en el Pasillo de los Héroes del Fuerte Meade.

## Condecoraciones
Algunos de los premios y condecoraciones de la Especialista Ortiz Clayton:
- Medalla de Servicio en la Defensa Nacional.
- Cinta del Servicio de Guerra Global contra el Terrorismo.
- Cinta del Servicio del Ejército.
- Cinta de Elogio de Unidad Meritoria.
- Insignia de Calificación de Armas de Tirador.